# Carly Simonová
Carly Elisabeth Simonová, nepřechýleně Simon (* 25. června 1945 Bronx, New York), je americká zpěvačka, skladatelka, textařka, hudebnice a autorka knih pro děti. Popularitu získala v sedmdesátých letech, kdy její skladby získaly řadu ocenění. Mezi třináct hitů, které se umístily v první čtyřicítce žebříčku, patří „You're So Vain“, „Nobody Does It Better“ či „Coming Around Again“. Její píseň z roku 1988 „Let the River Run“, titulní píseň filmu Podnikavá dívka, byla první skladbou interpretovanou jediným umělcem, která získala zároveň ocenění Grammy, Oscara i Zlatý glóbus. V roce 1994 byla tato umělkyně uvedena do síně slávy Songwriters Hall of Fame.
Je bývalou manželkou folkrockového zpěváka a kytaristy Jamese Taylora. Má dvě děti, Sarah „Sally“ Marii Taylorovou a Bena Taylora, kteří jsou také hudebníky.

## Diskografie

### Alba
- 1971: Carly Simon
- 1971: Anticipation
- 1972: No Secrets
- 1974: Hotcakes
- 1975: Playing Possum
- 1975: The Best Of
- 1976: Another Passenger
- 1978: Boys In The Trees
- 1979: Spy
- 1980: Come Upstairs
- 1981: Torch
- 1983: Hello Big Man
- 1985: Spoiled Girl
- 1987: Coming Around Again
- 1988: Greatest Hits Live
- 1990: My Romance
- 1990: Have You Seen Me Lately